# Chicoreus axicornis
Chicoreus axicornis är en havslevande snäckart som tillhör släktet Chicoreus och familjen purpursnäckor. Snäckan blir 2,5–9,5 cm lång. Den förekommer i indo-västpacifiska regionen (Indiska oceanen till Filippinerna).